# François Fonlupt
Pour les personnes ayant le même patronyme, voir Fonlupt.
François Fonlupt, né le 20 décembre 1954 à Allègre dans la Haute-Loire, est un évêque catholique français, archevêque d'Avignon depuis juin 2021.

## Biographie

### Jeunesse et formation
Il suit ses études secondaires au collège Massillon de Clermont-Ferrand avant d'intégrer le grand séminaire de Clermont-Ferrand. 
Il est ordonné prêtre pour le diocèse de Clermont le 25 mars 1979.

### Principaux ministères
Son premier ministère l'amène à Issoire où il est vicaire et aumônier de lycée jusqu'en 1986 date à laquelle il devient aumônier national de la Jeunesse indépendante chrétienne féminine. En parallèle de cette charge, il reprend des études à l'institut catholique de Paris. 
En 1990, il rentre dans le Puy-de-Dôme où il exerce différentes missions en paroisses et dans les services diocésains.
En 2005, il est nommé vicaire épiscopal pour les doyennés ruraux, la formation, la catéchèse et le catéchuménat et pour le dialogue interreligieux.
Le 2 avril 2011, le pape Benoît XVI le nomme évêque de Rodez  où il succède à Bellino Ghirard qui se retire pour raison d'âge. La consécration épiscopale lui est conférée le 5 juin 2011 par Robert Le Gall, archevêque de Toulouse.
Le 11 juin 2021, le pape François le nomme archevêque d'Avignon, succédant à Jean-Pierre Cattenoz, démissionnaire pour raison d'âge en janvier 2021.
Il est installé le 11 juillet 2021 en la cathédrale Notre-Dame-des-Doms d'Avignon, en présence de l'archevêque de Marseille, Jean-Marc Aveline et de Celestino Migliore, nonce apostolique en France.

## Positionnement sur la pédophilie dans l'Église
Au début des années 2000, le prêtre Jean-Lucien Maurel est condamné à dix de prison pour viols et agressions sexuelles sur trois mineurs de 10 à 13 ans. Il est libéré en 2005 et vit alors à Rodez où il peut célébrer des messes n'ayant pas été défroqué. Son supérieur de l'époque, Bellino Ghirard s'en explique en ces termes : « Le jugement des hommes est passé et je m’en remets au jugement de Dieu... ». Son successeur, l'évêque François Fonlupt abonde dans ce sens : « Comme évêque, je suis responsable de la personne jusqu’à sa mort. Je ne suis pas certain que pour accompagner ces personnes-là, le meilleur moyen est de les mettre en dehors de l’Église ».